# Castello di Monte Palero
Il castello di Monte Palero, noto anche come castello di Monte Palerio o castello di Monte Pallero, era un maniero medievale, che sorgeva nei pressi di San Vitale Baganza, frazione di Sala Baganza, in provincia di Parma.

## Storia
Un nucleo fortificato fu eretto sul Monte Palero già in epoca bizantina.
Nel 1189 l'imperatore del Sacro Romano Impero Federico Barbarossa investì il marchese Oberto I Pallavicino del feudo di Monte Palero e di numerosi altri del Parmense, del Piacentino e della Toscana.
Nel 1196, sui resti dell'antico fortilizio bizantino, i marchesi Pallavicino edificarono un castello, di cui nel 1249 Oberto II Pallavicino ricevette conferma dei diritti dall'imperatore Federico II di Svevia. Quale avamposto fortificato fu edificata sul monte Bastia, a nord-est di Monte Palero, la cosiddetta Torre del Boriano, grande casaforte in pietra.
Nel 1266 le truppe guelfe del Comune di Parma, guidate dal capitano del popolo Jacopo della Porta, misero sotto assedio il castello di Monte Palero, occupato dai fuoriusciti dalla città; furono però presto costrette a ritirarsi a causa delle condizioni climatiche avverse e tornarono all'attacco soltanto l'anno seguente, riuscendo a espugnare l'edificio, a raderlo al suolo e a uccidere tutti i sopravvissuti. Nel 1297 il Comune di Parma decretò che non fosse più possibile ricostruire alcuna fortificazione a Monte Palero.
Nel 1348, in seguito alla morte del marchese Manfredino Pallavicino, il feudo fu ereditato dal figlio Donnino, unitamente ai castelli di Ravarano, Parola e Zibello, oltre a tutte le terre annesse.
Nel 1395 l'imperatore Venceslao di Lussemburgo confermò al marchese Niccolò Pallavicino i privilegi sui feudi di Busseto, Borgo San Donnino, Solignano, Ravarano, Monte Palerio, Tabiano, Bargone, Serravalle, Pietramogolana, Parola, Castelvecchio di Soragna e Soragna.
Nel 1405, in seguito alla conquista del castello rossiano di Pariano da parte di Giacomo e Ottobuono de' Terzi, il vescovo Giacomo de' Rossi, già feudatario della vicina Neviano, occupò con le sue truppe Monte Palero, ove fece ricostruire una fortificazione difensiva, detta "Castel Palerio", da cui l'anno seguente pianificò una congiura, poi fallita, contro Giacomo Terzi.
Tuttavia l'edificio, abitato da coloni, fu abbandonato dopo pochi anni, quando i Rossi furono costretti a restituire ai Pallavicino Monte Palero. Nel 1441 Niccolò Piccinino convinse Filippo Maria Visconti del tradimento di Rolando il Magnifico e si fece incaricare di conquistarne lo Stato Pallavicino; il Marchese fu costretto alla fuga e tutte le sue proprietà furono incamerate dal Duca di Milano, che nel 1442 assegnò al condottiero il feudo di Monte Palero e numerosi altri nel Parmense, tra cui Solignano, Sant'Andrea, Taro, Miano, Varano Marchesi, Banzola, Visiano, Cella, Tabiano, Monte Manulo, Bargone, Gallinella e Felegara.
Dopo alcuni anni i Pallavicino furono nuovamente investiti del feudo di Monte Palero, mentre il maniero abbandonato sprofondò in un lento declino. Il feudo fu in seguito assorbito dalla Camera ducale di Parma, che nel 1631 lo assegnò con la vicina Neviano al marchese Marcello Prati. Sempre nel XVII secolo l'avamposto fortificato di Torre del Boriano fu invece acquistato dai Boriani, di origine piacentina.
Successivamente furono investiti di Monte Palero i conti Bondani, che lo mantennero fino all'abolizione dei diritti feudali sancita da Napoleone per il ducato di Parma e Piacenza nel 1805. Già all'epoca del maniero rossiano rimanevano soltanto alcuni ruderi, sui quali tra la fine del XIX secolo e gli inizi del XX furono costruiti alcuni edifici a uso residenziale e agricolo, modificati dopo il 1970.